# Kalinka

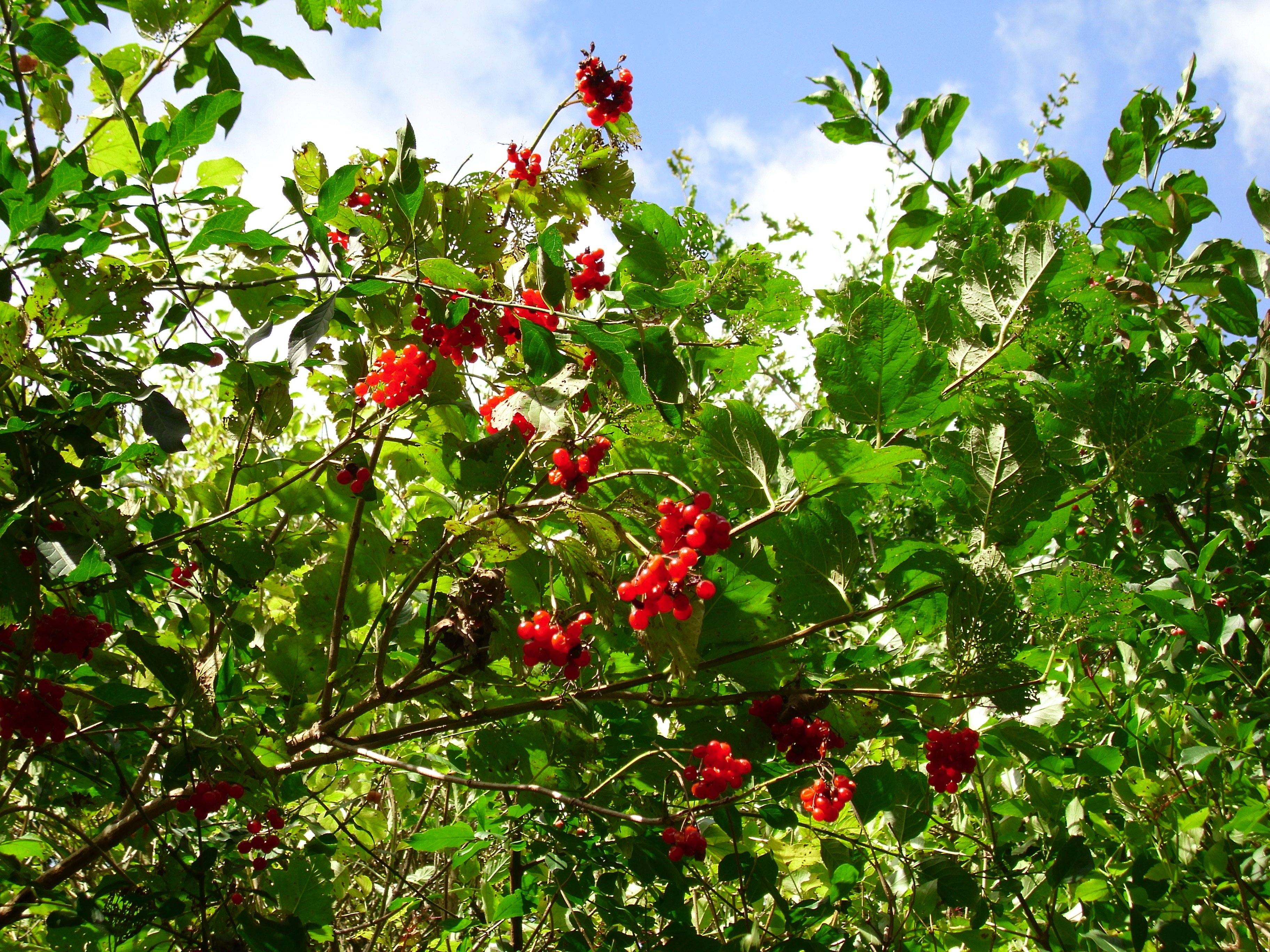
Mogna frukter på skogsolvon, busken som gett namn åt visan.

"Kalinka" (ryska: Калинка Kalinka, 'lilla olvonet/snöbollsbusken’) är en känd och populär rysk visa. Den skrevs 1860 av Ivan Larionov och spreds snart vidare av en folkmusikkör. "Kalinka" har därför, delvis ohistoriskt, kopplats samman med Rysslands folkmusikarv.

## Stil och innehåll
Musiken går i 4/4-takt och har ett högt tempo som ofta ökas under refrängen, och som inbjuder till dans.
Sångens text är en lättsjungen hyllning till olvonbusken (alternativt den odlade varianten snöbollsbuske). Den behandlar hur sångaren längtar efter att ligga under olvonet, äta hallon och sova skönt.
Ordet kalinka är diminutiv av kalina (калина), som betyder just olvon. Sången börjar med den kända raden: ”Калинка, калинка, калинка моя!” (transkriberat: ”Kalinka, kalinka, kalinka moja!”; översatt: ”Olvonbuske, olvonbuske, min olvonbuske”). Skälet till denna hyllning torde vara att växten var använd inom läkekonsten mot en rad åkommor – från epilepsi och hysteri till diverse lidanden i lever, hjärta, mage, tarmar, smärtsam menstruation, hotande missfall, kramper och mycket annat.

## Historik
Sången komponerades 1860 av Ivan Larionov (1830–1889) och framfördes första gången i Saratov under ett musikarrangemang som Larionov hade skapat. Sången togs snart upp av en folkmusikkör som spred den. Den har med tiden kommit att få oegentlig status som en del av det ryska folkmusikarvet, ungefär som "Korobejniki".
I Sverige blev sången aktuell 1962 då den framfördes av Monica Zetterlund i Hasseåtages revy Gröna hund. Sången hade då fått en ny text och handlade om en hund som likt Lajka skulle skickas upp i en rymdraket – som en del av Sovjetunionens rymdprogram – och hur hundens ägare därigenom skulle nå berömmelse och rikedom.